# 洞雲寺 (廿日市市)
洞雲寺（とううんじ）は、広島県廿日市市佐方にある曹洞宗の寺院。山号は応龍山。本尊は釈迦如来。

## 歴史

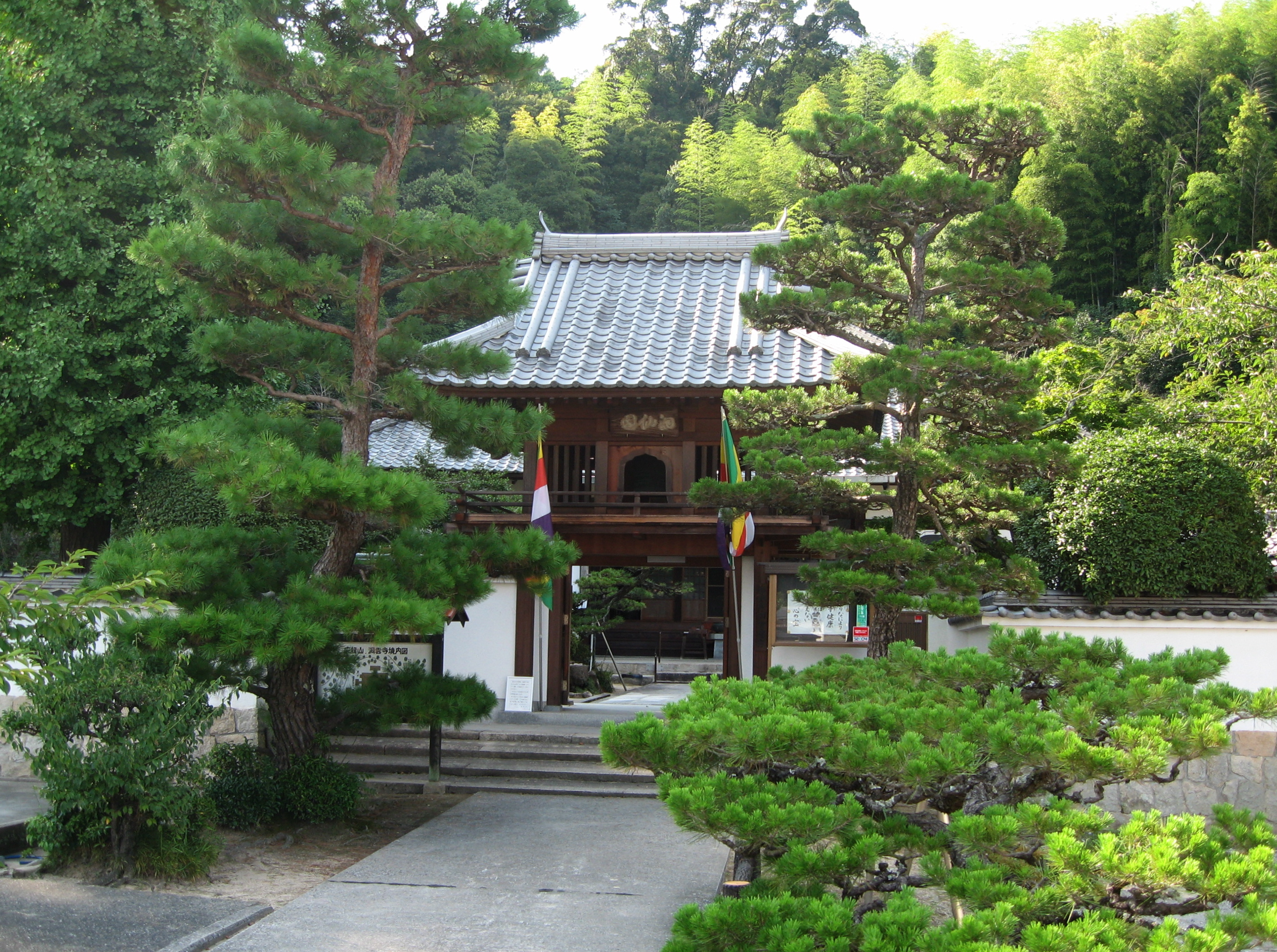
山門

この寺は、厳島神社の神主であった藤原教親の開基により、金岡用兼（きんこうようけん）が1487年（長享元年）に創建したもので、金岡の師である為宗仲心を開山とする。その後は、大内氏・陶氏・毛利氏の保護を受け、陶晴賢は毛利氏によって自害に追い込まれているが、毛利氏によってこの寺に葬られている。そのほか、友田興藤、桂元澄、毛利元清（穂井田元清）などの墓がある。

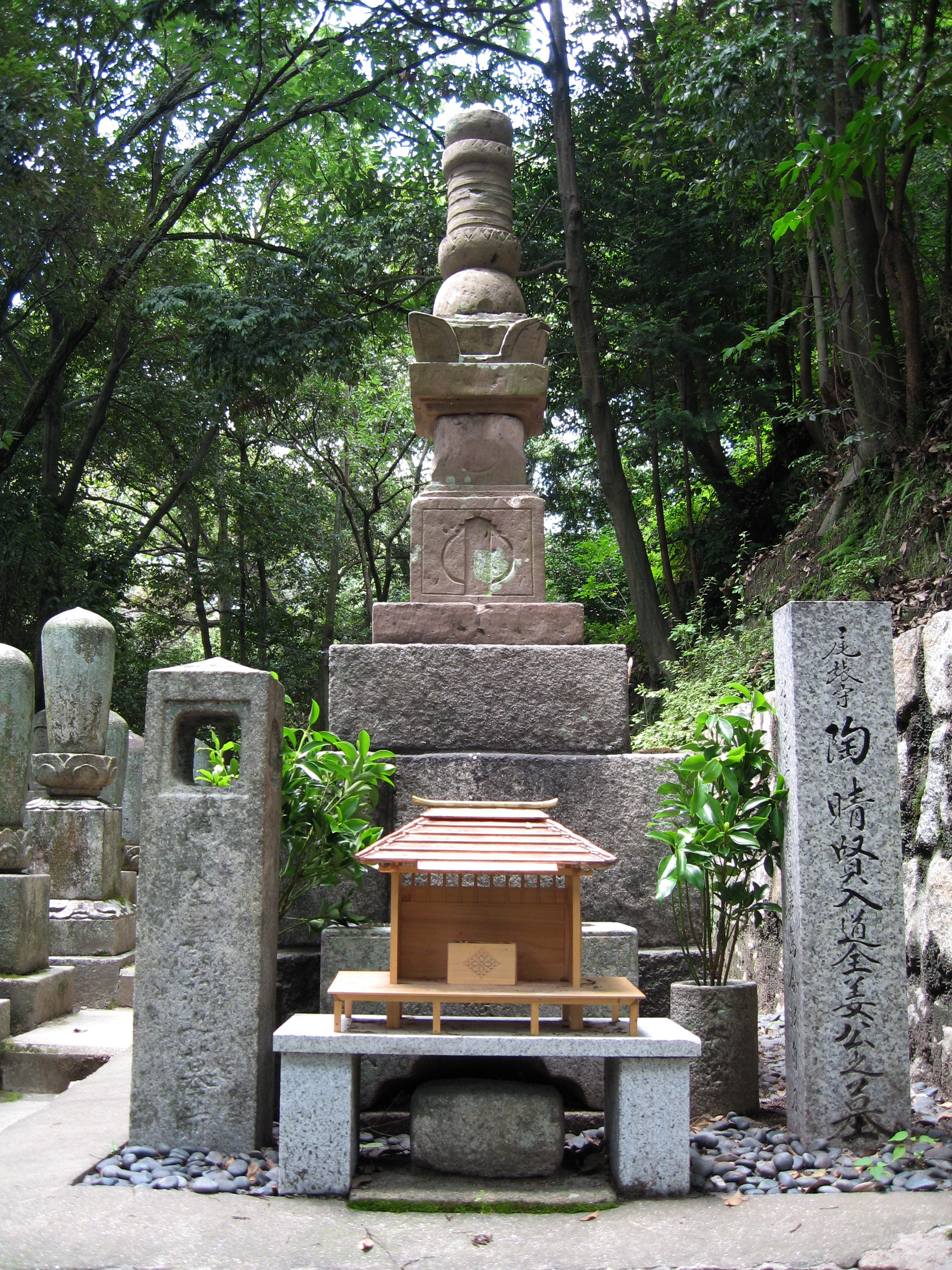
陶晴賢の墓
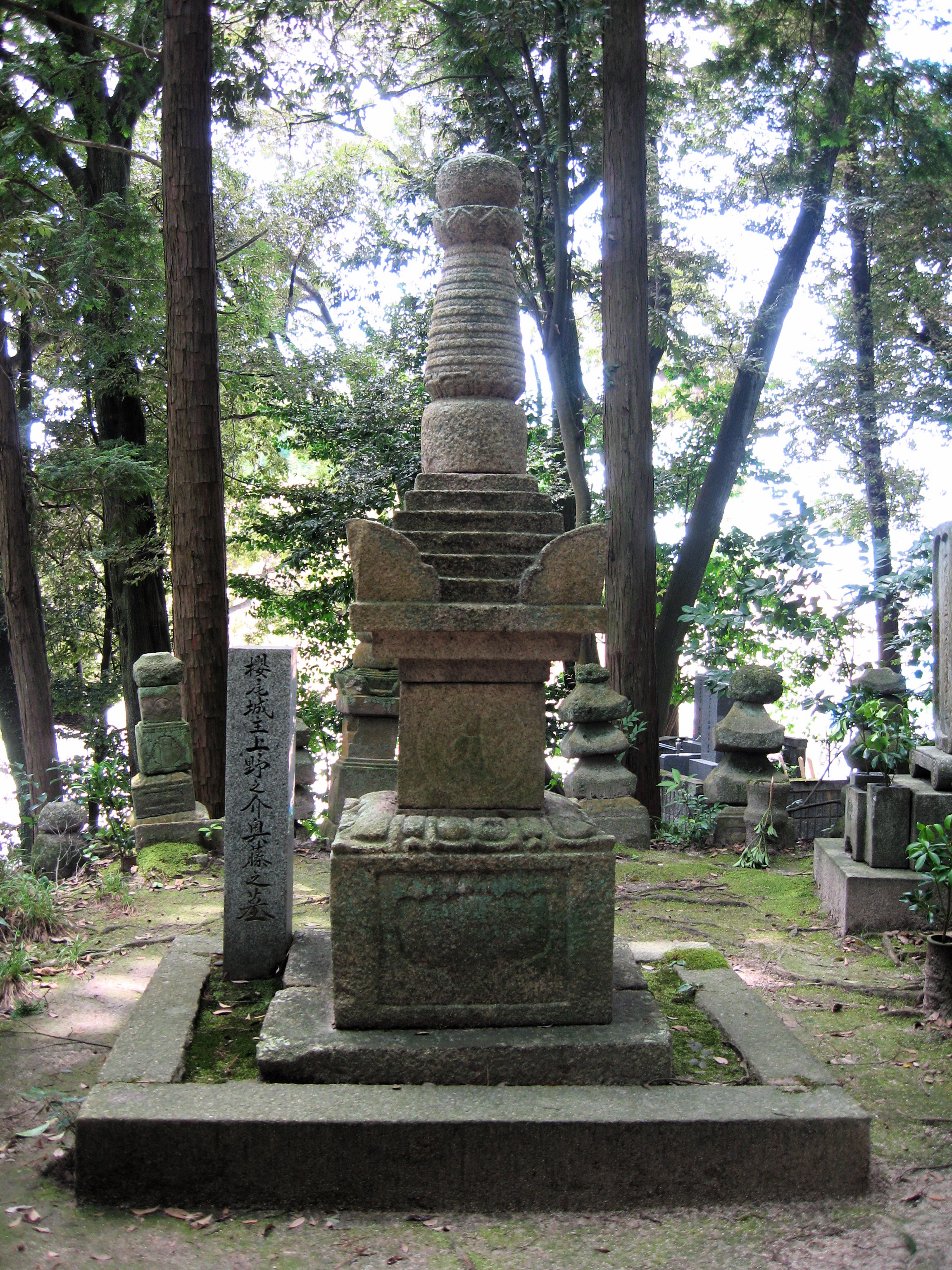
友田興藤の墓
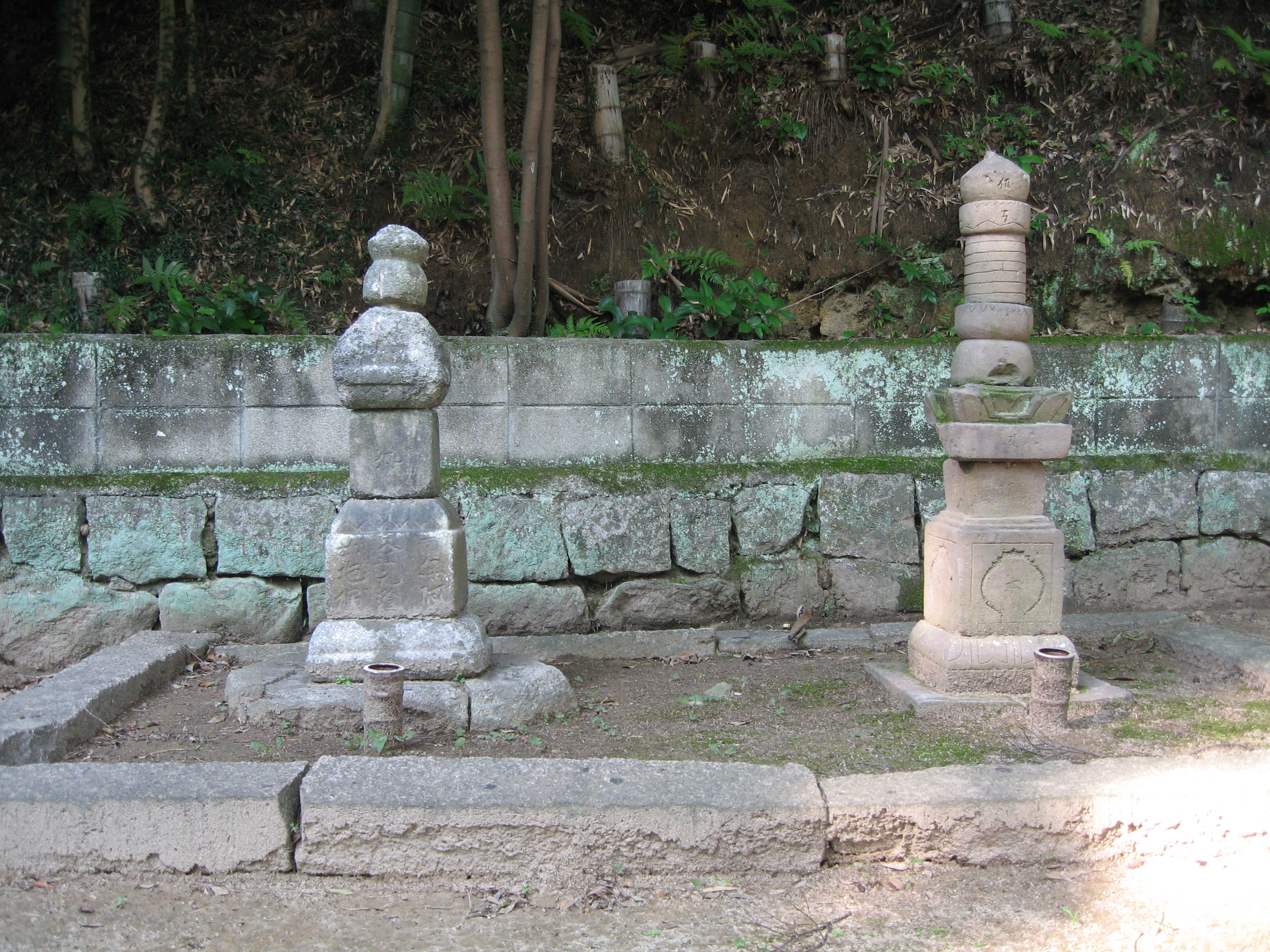
桂元澄夫妻の墓
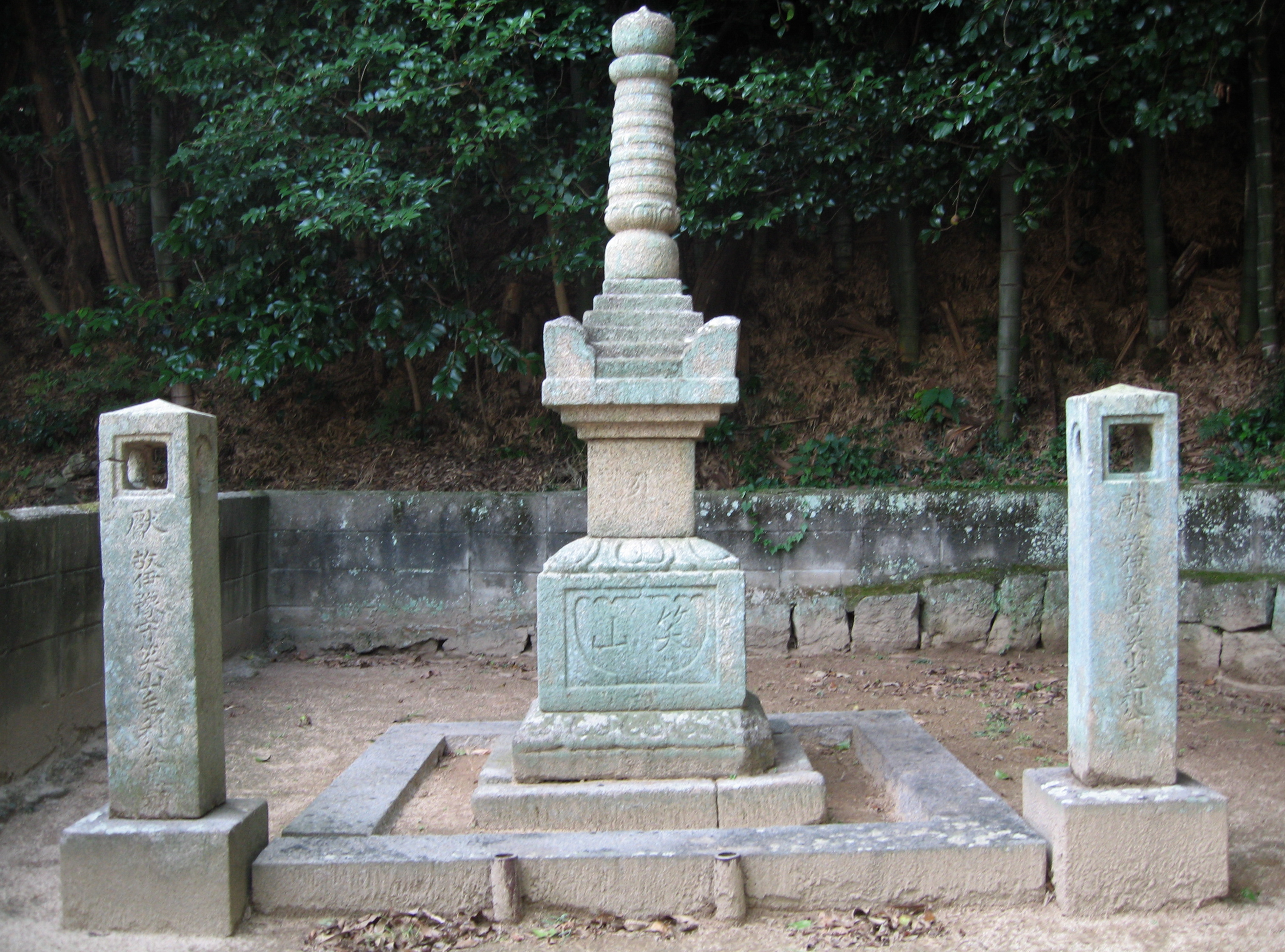
毛利元清（穂井田元清）の墓
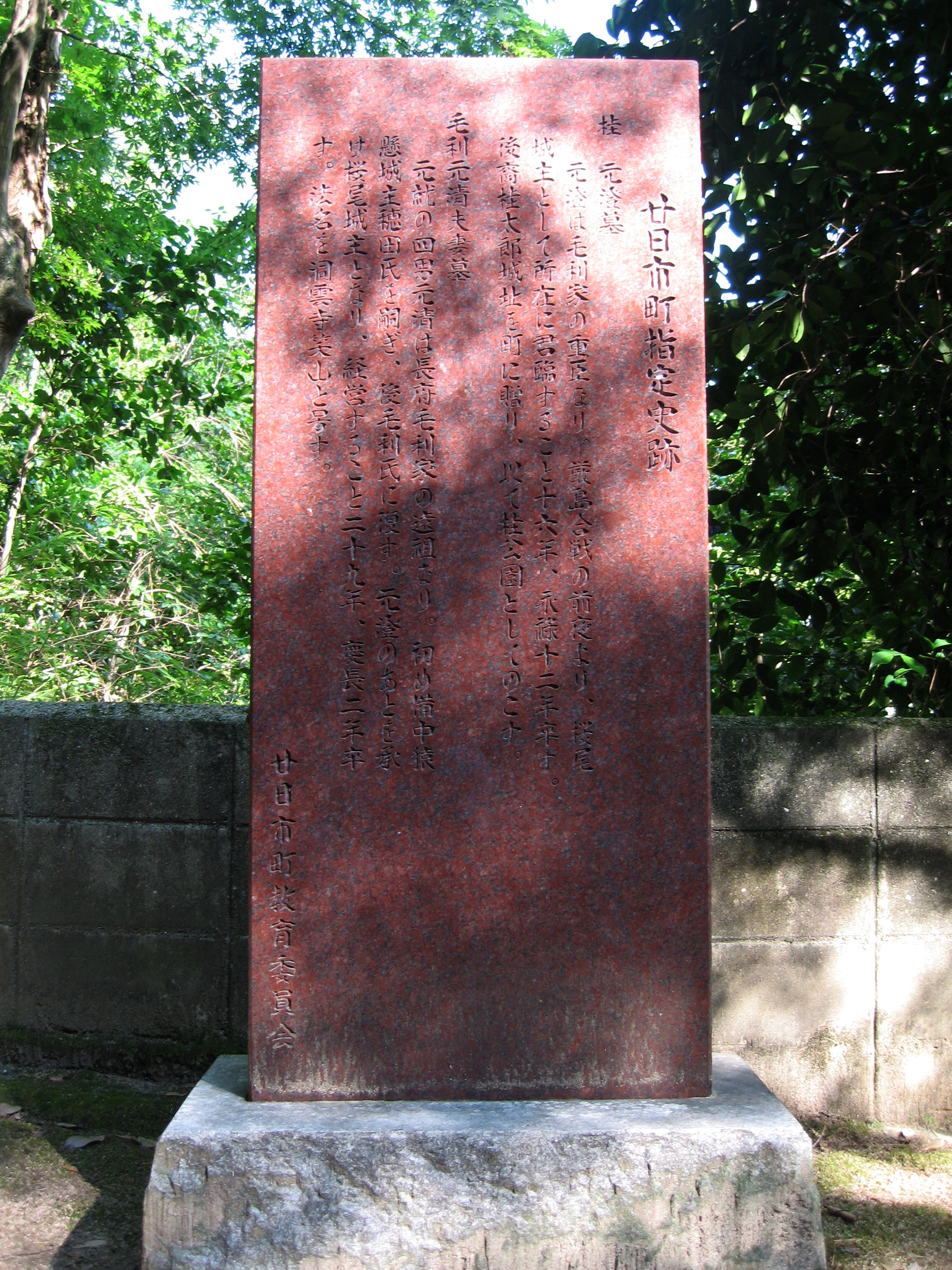
廿日市町（現廿日市市）指定史跡碑板

## 文化財

### 県指定重要文化財
- 絹本著色 金岡用兼禅師肖像画[1]
- 洞雲寺文書[1]
- 紙本墨書 洞雲寺本正法眼蔵[1]
- 金岡用兼禅師関係遺品[1]

### 市指定重要文化財
- 木造 三十三観音菩薩像[1]
- 木造 厨子入釈迦十六羅漢像[1]
- 土造 塼仏[1]
- 木製 杖[1]

### 市指定史跡
- 陶晴賢の墓[1]
- 毛利元清夫妻の墓[1]
- 桂元澄の墓[1]
- 藤原興藤の墓[1]

## 所在地
広島県廿日市市佐方1071-1